# Château de Lamothe (Lot-et-Garonne)
Le château de Lamothe est un château situé sur la commune de Villeneuve-sur-Lot, en direction de la commune de Bias, dans le département de Lot-et-Garonne .

## Historique
Le château a été construit par Jean-Joseph de Fumel, marquis de Fumel-Monségur, baron de Montaigu, qui a épousé le 21 novembre 1753 Marie-Anne d'Abzac. Les plans du château construit à la fin du XVIIIe siècle, sont attribués par Louis Hautecœur à Victor Louis. Comme l'indique une inscription sur le fronton de la façade (« 1787, le marquis de Fumel-Montaigu et Marie-Anne d'Abzac sa femme »), le château a été offert par Jean Joseph, marquis de Fumel, à son épouse  Marie Anne d'Abzac. La construction du château a été commencée en 1780 et jamais terminée. Elle a été arrêtée par la Révolution.
Le château a été divisé entre plusieurs propriétaires au début du XIXe siècle.
Le domaine est acquis par Georges Leygues en 1912. Il fait remettre en état le parc. Le château a servi d'hôpital militaire pendant la Première Guerre mondiale. Entre 1937 et 1940, le château a été transformé en centre d'hébergement pour les enfants espagnols. 
Il passe ensuite par héritage aux Raphaël-Leygues.
À l'entrée du parc se dresse une ancienne motte féodale sur laquelle avait été construite une tour rectangulaire pour surveiller le passage sur le Lot. Il n'en reste plus qu'un monticule de terre surmonté d'un colombier.
Le monument fait l’objet d’une inscription au titre des monuments historiques depuis le 19 mars 1971,.

## Architecture
Le château est un bâtiment rectangulaire, comportant un avant-corps central à trois fenêtres avec un balcon surmonté d'un fronton triangulaire, et deux corps latéraux avec des fenêtres en arc de cercle au rez-de-chaussée.